# Pharacocerus xanthopogon
Pharacocerus xanthopogon är en spindelart som beskrevs av Simon 1903. Pharacocerus xanthopogon ingår i släktet Pharacocerus och familjen hoppspindlar. Inga underarter finns listade i Catalogue of Life.